# Ka-50
Ka-50 (ros. Ка-50) – jednomiejscowy śmigłowiec wojskowy produkcji rosyjskiej, zaprojektowany jako szturmowy.

## Wstęp
Ka-50 został stworzony w biurze konstrukcyjnym Kamowa we wczesnych latach 80 XX w., a wprowadzony do służby w wojsku Federacji Rosyjskiej w roku 1995. Jego nazwa w kodzie NATO Hokum, a w Rosji zwano go „Czarny Rekin (Чёрная акула)”. Stworzono dwie wersje śmigłowca, Ka-50 Hokum-A jest jednomiejscowym śmigłowcem bliskiego wsparcia, a Ka-52 Hokum-B jest dwumiejscowym helikopterem bojowym, dowodzenia i organizowania pola walki oraz pierwszym w historii helikopterem wyposażonym w fotel wyrzucany. Hokum-A wyprodukowano małoseryjnie. Hokum-B został przyjęty przez Siły Zbrojne Federacji Rosyjskiej.

## Opis
Ka-50 miał być używany do likwidowania celów naziemnych, w tym celów opancerzonych, wolno poruszających się pojazdów oraz piechoty. Został wyprodukowany by wspólnie z Mi-28 Havoc zastąpić wysłużonego Mi-24 Hind w roli bojowego śmigłowca z możliwością walki nocnej. W jego projektowaniu uwzględniono ewentualne starcie z amerykańskim AH-64 „Apache”. Ze względu na smukłe kształty kadłuba przypomina nieco samolot z podwójnym śmigłem ponad kadłubem. Helikopter ma dwa współosiowe wirniki (z trzema łopatami każdy) wykonanymi z bardzo wytrzymałych i odpornych na przestrzelenie materiałów kompozytowych.
Taka konfiguracja wirników, nazywana układem Kamowa jest powszechnie stosowana w rosyjskich śmigłowcach morskich konstrukcji biura konstrukcyjnego Kamowa, jak np. w popularnym Ka-27, jednak raczej rzadko występuje w konstrukcjach innych producentów. Z racji posiadania dwóch przeciwbieżnych wirników głównych, śmigłowiec ten nie potrzebuje śmigła ogonowego, które w tradycyjnych konstrukcjach równoważy moment obrotowy pojedynczego wirnika głównego. Powoduje to, że ogon jest niezwykle krótki, a po odstrzeleniu go, śmigłowiec może nadal lecieć, choć z poważnymi problemami.
Pancerz Ka-50 jest prawie idealnie aerodynamiczny. Ma umieszczone pośrodku skrzydła do podwieszania rakiet różnego rodzaju. Za kabiną pilota po obu bokach maszyny znajdują się dwa silniki. W razie uszkodzenia układu smarowania, śmigłowiec jest w stanie kontynuować zadanie przez 30 minut, dzięki zastosowaniu w układach przeniesienia napędu elementów pokrytych tworzywem zbliżonym do teflonu – o niskim współczynniku tarcia.
Kabina pilota jest całkowicie opancerzona, ma także rewolucyjny system katapultowania (pierwszy raz na świecie, kiedy zastosowano tę możliwość w śmigłowcu) KAS K-37-800. Katapultowanie może nastąpić na dowolnej wysokości i przy maksymalnej prędkości. W pierwszej fazie lotu fotela wyrzucanego z przypiętym do niego pilotem jego tor przebiega przez płaszczyzny obrotu wirników. Konstruktorzy rozwiązali ten problem przez zastosowanie systemu odstrzeliwującego łopaty wirników tuż przed wystrzeleniem fotela, oczywiście cała sekwencja katapultowania jest w pełni automatyczna. Mechanizm ten wymusił opracowanie specjalnej taktyki dla Ka-50 działających w parach lub większych zespołach: odstrzelone łopaty są bowiem rozrzucane siłą odśrodkową w przypadkowych kierunkach i trzeba było liczyć się z ryzykiem ich uderzenia w inną maszynę w szyku. Pilot znajduje się też w specjalnym łożu wykonanym z aramidu. Zapewnia to pełne bezpieczeństwo dla załogi, nawet pod silnym ostrzałem.
Śmigłowiec ma wiele unikatowych cech służących zmniejszeniu kosztów jego użytkowania i zwiększeniu wytrzymałości konstrukcji. Pojemniki do przechowywania amunicji i wszystkie systemy wewnątrz maszyny są chronione przez zrobioną w 35% z kompozytów „zbroję” z tworzyw typu kevlar i nomex.
Awionika jest podobna do stosowanej w jednoosobowych samolotach bojowych. Dzięki niej pilot może używać satelitarnego systemu nawigacji w każdą pogodę, 24 godziny na dobę. Kamery TV oraz laserowy system namierzania pozwala na likwidację celu zarówno w dzień, jak i w nocy. Jednak najważniejszym elementem jest system nakierowywania, dzięki któremu brak strzelca nie jest problemem. Komputer pokładowy można ustawić tak by wciąż trzymał cel na muszce. Pilot może namierzyć, oznaczyć i zaatakować cel z odległości do 10 km.

## Uzbrojenie
Uzbrojenie stanowi szybkostrzelne działko 30 mm, zamontowane z boku kadłuba, oraz sześć punktów podwieszenia rakiet powietrze-ziemia (2x6 szt. rakiet 9K121 Wichr), Chrizantiema, Szturm-W, powietrze-powietrze, rakiety Igła, R-73, kierowane lub niekierowane bomby różnego wagomiaru, dodatkowe pojemniki na amunicję, rakiety niekierowane (S8, S13, S24), zewnętrzne dwulufowe działka kalibru 23 mm (250 szt. naboi na lufę) oraz zasobniki z amunicją kasetową. Udźwig wynosi 2300 kg. Typowym układem broni w formacji przeciwczołgowej jest 12 rakiet Wichr, 460 sztuk amunicji do działka kaliber 30 mm oraz dwa pojemniki z rakietami niekierowanymi 80 mm po 20 sztuk każda. W razie potrzeby można go wyposażyć w rakiety powietrze-powietrze Igła-C. Helikopter używa zmodyfikowanej wersji działka 30-milimetrowego, używanego na bojowym wozie piechoty BMP-2. W BMP2 używane jest działko 2A42.

## Historia
W styczniu 2001 roku 2 Ka-50 odbyły chrzest bojowy w Czeczenii. Piloci tych śmigłowców zniszczyli 30 ważnych strategicznie celów (duże grupy rebeliantów, pojazdy ukryte w trudno dostępnych górskich bazach). Helikoptery wykazały się ogromną skutecznością, wspaniałymi zdolnościami akrobatycznymi nawet na wysokości 5000 m.

## Wersje eksportowe
Dwumiejscowa wersja Ka-50 o nazwie Ka-50-2 Erdogan brała udział w przetargu na śmigłowiec bojowy dla wojska tureckiego. Pod wieloma względami był to nowy śmigłowiec – z fotelami operatora uzbrojenia i pilota ustawionymi w tandem oraz działkiem w ruchomym stanowisku pod przednią częścią kadłuba. Ka-50-2 przegrał wówczas z AH-1 Cobra. Przetarg został unieważniony w 2004 roku.

## Wersje
- V-80 – prototyp
- Ka-50 Czarny Rekin – wersja bojowa 1 osobowa
- Ka-50Sz – prototyp Nocnego rekina
- Ka-50 Nocny Rekin – nocna wersja Ka-50
- Ka-52 Aligator – śmigłowiec bojowy
- Ka-50-2 Erdogan – wersja wyprodukowana wraz z Israel Aircraft Industries